# Rosenau (Brandebourg)
Rosenau est une commune allemande de l'arrondissement de Potsdam-Mittelmark, Land de Brandebourg.

## Géographie
Le point culminant du territoire est le Gollwitzer Berg. Son territoire est traversé par le Buckauer Hauptgraben, le Zitzer Landgraben et le Steinbach.
|          | Wusterwitz |                          |
| Jerichow | Päwesin    | Brandebourg-sur-la-Havel |
|          | Ziesar     | Wenzlow                  |

La commune comprend les quartiers de Rogäsen, Viesen, Warchau et Zitz.

## Histoire
La commune de Rosenau est créée le 31 décembre 2001 de la fusion des communes indépendantes de Rogäsen, Viesen, Warchau et Zitz.
Viesen est mentionné pour la première fois en 1282 sous le nom de "De Viesene", nom d'origine slave.

## Personnalités liées à la commune
- Franz Ziegler (1803-1876), homme politique.
- Comte Ludwig von Wartensleben (de) (1831-1926), propriétaire terrien, député de la chambre des seigneurs de Prusse.
- Eberhard Bethge (1909–2000), théologien protestant.

## Source, notes et références
- (de) Cet article est partiellement ou en totalité issu de l’article de Wikipédia en allemand intitulé « Rosenau (Brandenburg) » (voir la liste des auteurs).